# Liljestav

En liljestav i vapnet för Frosta kommun i Norge.

En liljestav är avbildad på skölden i Birger Brosas sigill.

En liljestav (eller  liljespira) anses vara en symbol för makt, bestående av en spira varifrån en heraldisk lilja växer upp. och den förs i handen av svenska kungar  på de äldsta svenska mynten från Olof Skötkonung och Anund Jakob, i Knut Erikssons sigill, och är också avbildad på Birger Brosas sköld, där det är oklart om liljestaven är en heraldisk symbol för hans person eller ätt, eller en symbol för hans ämbete. I svensk medeltida heraldik förekommer liljestavar i Karl Gustafssons och Sigge Guttormssons (som till Guttorm jarl och måg till Birger jarl) ättevapen. Vissa menar att skölden i Birger Brosas sigill visar en liljestav och att detta kan ha varit hans sköldemärke, och den svenska heraldikern Jan Ranekes blasonering för Birger Brosas sköld lyder: ”En vit stavlilja på rött fält”.
Liknande förslag har gjorts angående Vasaättens äldre vapenformer, som inte alls såg ut som en kärve.

## Bilder

Jungfru Maria hållande en liljestav i Skänninge stadsvapen.
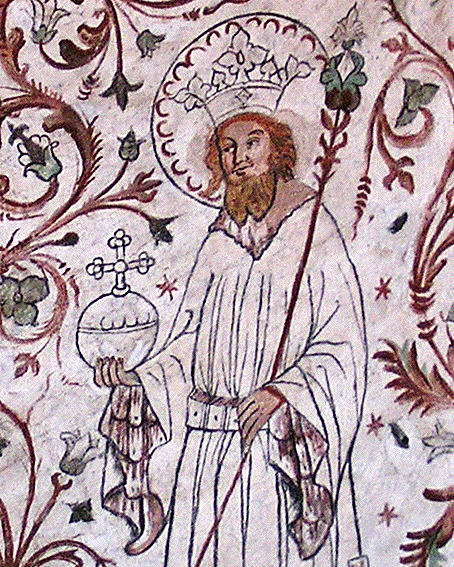
Erik den helige, avmålad med liljestav i Överselö kyrka.
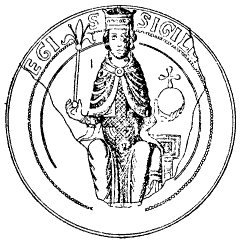
Knut Erikssons sigill
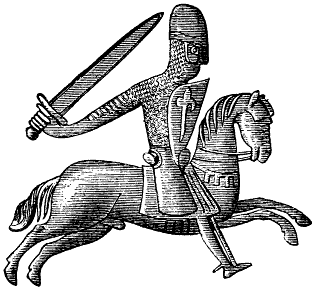
En liljestav i skölden på Birger Brosas ryttarsigill?
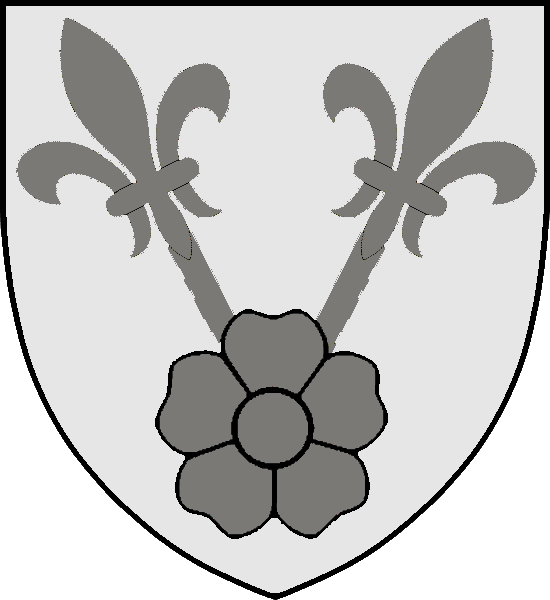
Sigge Guttormssons vapen med två stavliljor
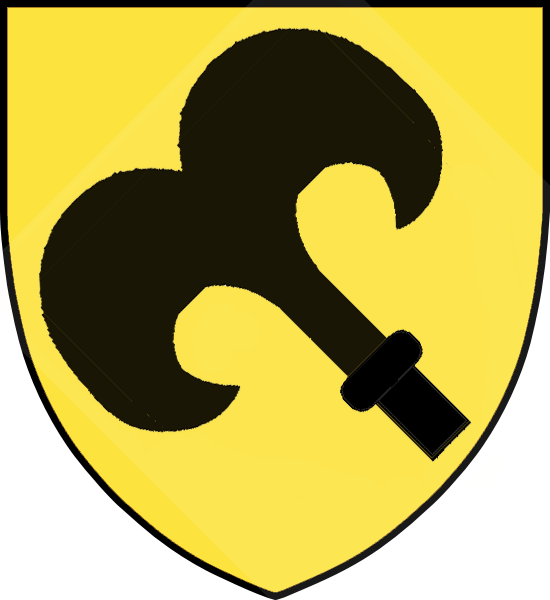
Vasaättens vapen i den äldre formen under medeltiden. (efter Jan Raneke)